# السمنة في ألمانيا

نسبة البالغين المصابين بالسمنة، من عام 1975 إلى عام 2016

أصبحت السمنة في ألمانيا تعتبر بشكل متزايد مشكلة صحية كبرى في السنوات الأخيرة. وقد أعلنت الحكومة الفيدرالية أنها تعتبرها مشكلة كبيرة.
أظهرت البيانات التي أصدرتها منظمة الصحة العالمية في عام 2014 أنه رغم كونها قضية تثير القلق المتزايد، فإن ألمانيا ضمن الاتحاد الأوروبي كانت لديها نسبة من البالغين الذين يعانون من الوزن الزائد والسمنة تبلغ 54.8% من إجمالي السكان، مقارنة بفرنسا التي سجلت 60.7%، وإسبانيا 60.9%، والمملكة المتحدة 63.4%.

## تاريخ

### قبل عام 2007
في عام 1998، كان 19% من الرجال و22.5% من النساء ينطبق عليهم تعريف السمنة. تضاعفت معدلات السمنة بين الأطفال بين عامي 1985 و1999. يبلغ عدد الأطفال المصابين بالسمنة في ألمانيا حوالي 1.9 مليون طفل؛ ومن بينهم 800.000 يعتبرون مصابين بالسمنة المفرطة.

### 2007 – 2010

رسم بياني يوضح أن ألمانيا كان بها أكبر عدد من الأشخاص الذين يعانون من زيادة الوزن والسمنة بين الأوروبيين في عام 2007

أظهرت دراسة أُجريت عام 2007 أن ألمانيا لديها أعلى عدد من الأشخاص الذين يعانون من زيادة الوزن في أوروبا. ومع ذلك، فإن المملكة المتحدة واليونان وبعض البلدان في أوروبا الشرقية لديها معدل أعلى من الأشخاص الذين يعانون من السمنة المفرطة. في عام 2007، كانت نسبة السمنة في ألمانيا تُعتبر على نفس المستوى مع نسبة السمنة في الولايات المتحدة. في ألمانيا، يعتبر 60% من الرجال و43% من النساء يعانون من زيادة الوزن، بينما في فرنسا، يعتبر 38.5% من الرجال و26% من النساء يعانون من زيادة الوزن. يُعتبر الألمان أنحف مقارنة مع نظرائهم في المملكة المتحدة. زاد محيط خصر النساء الألمانيات في الفئة العمرية من 14 إلى 70 عامًا بمقدار 4.1 سنتيمترًا بين عامي 1994 و2009. زاد محيط بطن الرجال الذين تتراوح أعمارهم بين 16 و70 عامًا بمقدار 4.4 سم بين عامي 1980 و2009.

### 2011 – حتى الآن
ظل عدد الأشخاص الذين يعانون من زيادة الوزن في ألمانيا ثابتًا في الفترة ما بين عام 1998 وديسمبر 2011. يعتبر 67.1% من جميع الرجال الذين تتراوح أعمارهم بين 18 و79 عامًا يعانون من زيادة الوزن، مع مؤشر كتلة الجسم 25 أو أكثر. في عام 2019، كانت نسبة الأشخاص الذين يعانون من زيادة الوزن والسمنة في ألمانيا عند مستوى متوسط بالنسبة للاتحاد الأوروبي المكون من 27 دولة.

### السمنة عند الأطفال
تجاوزت إيطاليا ألمانيا من حيث عدد الأطفال الأكثر سمنة في أوروبا. أظهرت دراسة في عام 2007 أن ألمانيا كانت الدولة التي تضم "أعلى نسبة من الأطفال ذوي الوزن الزائد في أوروبا." ومع ذلك، ورغم تراجعها في الترتيب، فإن عدد الأطفال الذين يعانون من السمنة المفرطة قد تضاعف في العقد الماضي.
يعاني من السمنة في ألمانيا حوالي 4% من الأطفال الذين تتراوح أعمارهم بين 5 إلى 7 سنوات، و8% من الأطفال الذين تتراوح أعمارهم بين 10 إلى 14 سنة.

## نمط حياة صحي
يعيش 14% فقط حياة "صحية تمامًا". وينطبق تعريف السمنة على ما يقرب من ربع البالغين الألمان. وتبلغ نسبة الرجال والنساء حوالي 23%.

### حسب الولايات
يذهب سكان ولاية مكلنبورغ فوربومرن سيرًا على الأقدام أو بالدراجة للوصول إلى المكان الذي يحتاجون إليه أكثر من أي ولاية أخرى. يوجد في ولاية مكلنبورغ فوربومرن أكبر عدد من الأشخاص الذين يعيشون حياة "صحية تمامًا" بمعدل 19.8% من الأشخاص، في حين يوجد في ولاية ساكسونيا أنهالت أقل عدد من الأشخاص الذين يعيشون حياة "صحية تمامًا". تتمتع ولاية تورينغن بعادات غذائية صحية، بينما يتمتع سكان ولاية شمال الراين وستفاليا وبرلين بأسوأ عادات غذائية.

#### إحصائيات الأشخاص الذين يعيشون حياة "صحية تمامًا"
| الرتبة | الولاية                     | النسبة المئوية للأشخاص الذين يعيشون حياة "صحية تمامًا" | المصدر |
| ------ | --------------------------- | ----------------------------------------------------- | ------ |
| 1      | مكلنبورغ فوربومرن           | 19.8                                                  | [ 18 ] |
| 2      | سكسونيا السفلى وبريمن       | 19.5                                                  | [ 18 ] |
| 3      | ساكسونيا                    | 17.2                                                  | [ 18 ] |
| 4      | بافاريا                     | 16.5                                                  | [ 18 ] |
| 5      | هسن                         | 14.7                                                  | [ 18 ] |
| 6      | تورينغن                     | 13.9                                                  | [ 18 ] |
| 7      | شلسفيغ هولشتاين             | 13.6                                                  | [ 18 ] |
| 8      | برلين                       | 12.3                                                  | [ 18 ] |
| 9      | شمال الراين-وستفاليا        | 12.0                                                  | [ 18 ] |
| 9      | هامبورغ                     | 12.0                                                  | [ 18 ] |
| 11     | بادن فورتمبيرغ              | 11.3                                                  | [ 18 ] |
| 12     | راينلاند بالاتينات وسارلاند | 9.4                                                   | [ 18 ] |
| 12     | براندنبورغ                  | 9.4                                                   | [ 18 ] |
| 14     | ساكسونيا أنهالت             | 7.9                                                   | [ 18 ] |

## الأسباب

### الأطعمة والمشروبات
إن الاستهلاك المفرط للبيرة والأطعمة الدهنية والمصنعة وقلة ممارسة الرياضة هي الأسباب الرئيسية للسمنة في ألمانيا.
إضافة إلى مشكلة أخرى، وهي نقص الفواكه والخضروات والأسماك في النظام الغذائي الألماني. ولا تساهم منتجات الأغذية المخصصة للأطفال في اتباع نظام غذائي صحي.
ذكرت صحيفة دي فيلت أن "اتباع نظام غذائي متوازن أمر مستحيل عمليًا". ويعتبر هامش الربح في الفواكه والخضروات أقل من خمسة في المائة، بينما هامش الربح في الحلويات والمشروبات الغازية والوجبات الخفيفة 15 في المائة أو أكثر.

### الجينات
تلعب الجينات دورًا جزئيًا في السمنة. صرح علماء في المعهد الألماني للتغذية البشرية ومستشفى جامعة لايبزيج أنهم تمكنوا من تحديد جينين يعملان على تعزيز تراكم الدهون في تجويف البطن. كما أن النشاط المتزايد للجينات يعزز أيضًا إطلاق الإنزيم المسؤول عن تكوين الكورتيزول. إن الزيادة الدائمة في مستويات الكورتيزول تساهم في الإصابة بالسمنة.

### الزواج
يعتبر الزواج عاملا أيضا. إذ يعتبر أن 69% من الرجال المتزوجين يعانون من زيادة الوزن، بينما 43% فقط من الرجال العزاب يعانون من زيادة الوزن. 58% من النساء الأرامل يعتبرن مصابات بوزن زائد، و46% من النساء المتزوجات يعتبرن مصابات بوزن زائد، بينما 25% فقط من النساء العازبات يعتبرن مصابات بوزن زائد. بالنسبة للأطفال، تلعب خيارات نمط الحياة مثل ممارسة الرياضة والحصول على قسط كافٍ من النوم دورًا في الوزن.

## التأثيرات

### مشاكل التوظيف
كشفت دراسة أجرتها الجامعة الألمانية للرياضة في كولونيا أن بعض الصناعات في ألمانيا تعاني من نقص في المتدربين المؤهلين بسبب وباء السمنة في ألمانيا. الصناعات المتأثرة هي قطاعات الأمن وخدمات الطوارئ والعمل اليدوي الماهر 

### صناعة الملابس
كشفت دراسة متعلقة بالملابس أن العديد من شركات الملابس تخطط لتعديل مقاساتها جزئيًا بسبب وباء السمنة في ألمانيا.

### الصحة البدنية
أظهرت العديد من الدراسات أن الرجال الذين يعانون من السمنة يميلون إلى أن يكون لديهم عدد أقل من الحيوانات المنوية، وعدد أقل من الحيوانات المنوية سريعة الحركة، وعدد أقل من الحيوانات المنوية المتحركة تدريجيًا، مقارنة بالرجال ذوي الوزن الطبيعي.
لقد أدت السمنة في ألمانيا إلى خلق مشكلة الكوليسترول. ومن المعروف أن ارتفاع نسبة الكوليسترول في الدم يسبب الوفاة المبكرة والذبحة الصدرية وأمراض القلب والسكتات الدماغية.
لقد كانت هناك زيادة في عدد الأطفال المصابين بمرض السكري من النوع الأول بين عامي 1996 و 2011. يتعرض مرضى السكري لخطر أكبر للإصابة بمضاعفات مثل النوبة القلبية والسكتة الدماغية. في ألمانيا، عانى 600 ألف شخص من مرض السكري قرب نهاية الحرب العالمية الثانية مقارنة بثمانية ملايين شخص حاليا.
يمكن أن تؤدي السمنة إلى زيادة خطر الإصابة بأمراض ثانوية مثل مرض السكري وأمراض القلب والأوعية الدموية وبعض أنواع السرطان ومرض الزهايمر  يمكن للأطفال المصابين بمرض السكري أن يتوقعوا خسارة ما بين 10 إلى 15 عامًا من حياتهم. ويؤثر مرض السكري أيضًا على العينين والكلى والأعصاب في الساقين.

### التكاليف
ارتفعت تكاليف الرعاية الصحية بسبب السمنة وأصبحت تمثل 20% من تكاليف الرعاية الصحية. يعاني ثلث المرضى من فقدان السيطرة عند تناول الطعام ومدى فقدان السيطرة يعتمد على مدى سمنة المريض.

### الذكاء
تشير السمنة لدى كبار السن إلى أنها تجعل كبار السن أقل ذكاءً.

## البرامج
هناك العديد من برامج إنقاص الوزن للأطفال.

### اللياقة البدنية بدلا من السمنة
يتم إدارة برنامج اللياقة البدنية بدلاً من السمنة (Fit instead of Fat) من قبل الحكومة الفيدرالية الألمانية. ويهدف البرنامج إلى خفض معدلات السمنة "بشكل حاد" بحلول عام 2020. سيحاول البرنامج تحقيق الهدف من خلال تحسين جودة الطعام المقدم في المدارس والمستشفيات إلى جانب زيادة مستويات التمارين الرياضية لدى الأطفال.

### معسكر اللياقة البدنية للجيش الألماني
اعتبارًا من عام 2007، أربعون بالمائة من 300 ألف مجند في الجيش الألماني الذين يؤدون الخدمة العسكرية يعتبر أنهم يعانون من زيادة الوزن. أشار تقرير صدر عام 2007 إلى أن "البيروقراطية المفرطة" هي السبب وراء تقييد الوقت الذي يتعين على الجنود ممارسة الرياضة فيه. ونتيجة لذلك، تم افتتاح معسكر للياقة البدنية لمكافحة السمنة في فاريندورف، شمال الراين-وستفاليا.

### مشروع كوجلبليتز
بدأ مستشفى في ليفركوزن، شمال الراين وستفاليا، مشروع كوجلبليتز (Projekt Kugelblitz) لمساعدة الأطفال والمراهقين المصابين بالسمنة. يهدف البرنامج إلى "تحسين تصور الذات، بحيث يصبح المشاركون أكثر حساسية لسياق الإحباط والأكل القهري، واختيار الأطعمة وإعدادها وممارسة الرياضة والرفاهية".

### عيادة مكافحة السمنة
تعمل عيادة مكافحة السمنة في فيزيلينغ، شمال الراين-ويستفاليا، مع ما يصل إلى ثمانية مشاركين لمدة 27 شهرًا. يتناول البرنامج الاستشارة الغذائية والتمارين البدنية والعلاج السلوكي. يتم رعايتهم كل أسبوع في دورات منظمة ومترابطة للغاية ويتم تحفيزهم. من المقرر أن يصل عدد المواعيد إلى 80 موعدًا سنويًا.

### المشاركة المدرسية والتمويل
أدخلت ولاية شمال الراين وستفاليا اختبار اللياقة البدنية للطلاب في الصف الثاني بسبب زيادة عدد الأطفال والمراهقين الذين يعانون من زيادة الوزن. يتم وزن الطلاب وإخضاعهم لسلسلة من ثمانية تمارين. وتريد حكومة الولاية أيضًا تمويل الرياضة للأطفال الذين يعانون من مشكلة الوزن.

## تصنيف فوربس 2007
تعكس القائمة التالية نسبة البالغين الذين يعانون من زيادة الوزن والذين تبلغ أعمارهم 15 عامًا أو أكثر. هؤلاء هم الأفراد الذين لديهم مؤشرات كتلة الجسم الفردية، والتي تقيس الوزن نسبة إلى الطول، أكبر من أو تساوي 25.
| التصنيف | الدولة      | النسبة المئوية |
| ------- | ----------- | -------------- |
| 38      | الأردن      | 60.5           |
| 39      | جزر البهاما | 60.4           |
| 40      | آيسلندا     | 60.4           |
| 41      | نيكاراغوا   | 60.4           |
| 42      | كوبا        | 60.1           |
| 43      | ألمانيا     | 60.1           |
| 44      | بروناي      | 59.8           |
| 45      | سلوفينيا    | 59.8           |
| 46      | بيرو        | 59.6           |
| 47      | فانواتو     | 59.6           |
| 48      | فنلندا      | 58.7           |

المصدر: Forbes.com